# Meyer Amschel Flörsheim
Meyer Amschel Flörsheim (auch Mayer Amschel Flersheim; * unbekannt in Frankfurt am Main; † nach 1783 in Wien) war ein Frankfurter Händler, der vom Judentum zum Christentum übergetreten ist.
Er gehörte zur großen Frankfurter jüdischen Familie Flörsheim, war der Sohn von Amschel Löb Flörsheim (zum grünen Löwen;  gest. 1755) und betrieb im 18. Jahrhundert ein gutgehendes Handelsgeschäft. 1758 begann er mit der jüdischen Gemeinde und mit dem städtischen Rat Streit, als er gegen den Umlauf „schlechten Geldes“ vor, d. h. Münzen, deren Materialwert durch Beschneidung verringert worden war. Einige Wechsler unter Frankfurts Juden waren daran beteiligt, solches Geld in Umlauf zu bringen, unter Duldung des Rates. Flörsheim denunzierte beide beim Kaiser Franz I Stephan., worauf kaiserliche Beauftragte den Fall in der Stadt untersuchten. Die Klage wurde abgewiesen. Flörsheim wurde eines Gelddiebstahls im Jahr 1754 beschuldigt und kam wegen noch anderen Delikten zeitweise in Haft.
Nach 1760 lebte Flörsheim teils in kurmainzischen Mainz, teils in Wien, wo er zum Christentum übertrat, und nahm den Namen Aegidius Neuhaus an. Seine Frau Hindle, die Tochter von Löw Schwarzschild, folgte ihm nicht und wurde geschieden. Flörsheim klagte sie noch vor dem geistlichen Gericht in Mainz der Lästerung des Christentums an. Der Frankfurter Rat lehnte aber die Mainzer Gerichtsbarkeit ab, weshalb es nicht zum Verfahren kam. Auch seinen Bruder Moses in Frankfurt verklagte Flörsheim in geschäftlichen Angelegenheiten. Bei einem Aufenthalt 1768 in der Frankfurter Judengasse wurde er überfallen und schwer verwundet. Seine Spur verliert sich nach 1783 in Wien, wo er nun wegen eigener Silberverfälschung erneut inhaftiert war.